# Time Lapse (film)
Pour les articles homonymes, voir Time Lapse.
Pour plus de détails, voir Fiche technique et Distribution.
Time Lapse est un thriller de science-fiction américain coécrit et réalisé par Bradley King (en), sorti en 2014.

## Synopsis
Finn, Callie et Jasper sont trois jeunes vivant en colocation. Un jour, il découvrent le cadavre de leur voisin. Ils inspectent la maison de ce dernier et y découvrent une mystérieuse machine. Celle-ci semble chaque jour prendre une photographie de leur propre salon… mais 24h à l’avance ! Intrigués par l’idée de pouvoir « voir » leur avenir, les trois colocataires décident d'en tirer profit. Cependant, cela ne va pas tarder à éveiller les soupçons et à plonger le trio dans une spirale infernale.

## Fiche technique
Sauf indication contraire, les informations mentionnées dans cette section peuvent être confirmées par la base de données cinématographiques IMDb,  présente dans la section « Liens externes ».
- Titre original et français : Time Lapse
- Réalisation : Bradley King (en)
- Scénario : B. P. Cooper et Bradley King
- Direction artistique : Traci Hays
- Décors : Kaz Yamaguchi
- Costumes : Mishka Trachtenberg
- Photographie : Jonathan Wenstrup
- Montage : Tom Cross
- Musique : Andrew Kaiser
- Production : B. P. Cooper et Rick Montgomery
- Sociétés de production : Veritas Productions et Uncooperative Pictures ; Royal Pictures (coproduction)
- Sociétés de distribution : XLrator Media (États-Unis), Condor Entertainment (France)
- Pays d'origine :  États-Unis
- Langue originale : anglais
- Format : couleur
- Genre : thriller, science-fiction
- Durée : 104 minutes
- Dates de sortie[1] : 
  - Belgique : 19 avril 2014 (Festival international du film fantastique de Bruxelles)
  - France : 20 mai 2014 (festival de Cannes) ; 20 juillet 2016 (DVD/BluRay)
  - Québec : 30 juillet 2014 (FanTasia)
  - États-Unis : 15 mai 2015

## Distribution
- Danielle Panabaker (VF : Sylvie Peyre) : Callie
- Matt O'Leary (VF : Alain Nicolas) : Finn
- George Finn (VF : Simon Praat) : Jasper
- Amin Joseph (VF : Alain Perret) : Big Joe
- Jason Spisak (VF : Olivier Trechet) : Ivan
- David Figlioli (VF : Eric Omet) : Marcus
- Sharon Maughan (VF : Noémi Cello) : Dr Heidecker
- Judith Drake (VF : Adèle Malraux) : Mme Anderson
- John Rhys-Davies : M. Bezzerides

Version Française
- Direction Artistique : Isabelle Jannes
- Adaptation  : Jay Walker

Source et légende : Version française (VF) sur carton du doublage français

## Distinctions
Source et distinctions complètes : Internet Movie Database
- Arizona Underground Film Festival 2014 : prix du festival
- Atlanta Underground Film Festival 2014 : meilleur film
- Big Island Film Festival 2014 : Honu d'or du meilleur film
- Burbank International Film Festival 2014 : meilleur film de science-fiction
- Crystal Palace International Film Festival 2014 : meilleur film horreur / science-fiction
- Fantafestival 2014 : meilleur film
- London Independent Film Festival 2014 : meilleur film international, meilleur(e) acteur / actrice pour Danielle Panabaker

## Autour du film
L'épisode Futurographe de la série télévisée La Quatrième Dimension présente une histoire similaire.